# Churchill-laan (Amsterdam)
De Churchill-laan in de Rivierenbuurt in Amsterdam-Zuid heette voor mei 1946 Noorder Amstellaan. De laan was op 10 mei 1940 het toneel van de binnentrekkende bezetters. Op 7 mei 1945 gebruikten de geallieerden de laan om Amsterdam te ontzetten.
De laan vormt de noordelijke aftakking van de Vrijheidslaan die naar de Apollolaan leidt. De Churchill-laan bestaat uit twee gescheiden rijbanen met daartussen een brede groenstrook.
De fotografen Annemie en Helmuth Wolff vestigden in 1933 een fotostudio aan de toenmalige Noorder Amstellaan.

## Kunst
Er zijn vijf uitingen van kunst in de openbare ruimte te vinden:
- Smeedijzeren ornamenten in de vorm van roosters geplaatst in hardsteen bij de portieken van complex Churchill-laan 140-224 ontworpen door Gerrit Jan Rutgers (jaren 20)
- Wilhelmina Drucker-monument (1939) van Gerrit van der Veen bij de kruising met de Waalstraat.
- Verschuivingen (1975) van Ben Guntenaar met daarop sinds 2017 King Kong van Street Art Frankey (bij huisnummer 223)
- Two frames (1982) van Shlomo Koren, nabij Schipbeekstraat
- Mahatma Gandhi (1990) van Karel Gomes (bij huisnummer 133)

Tijdens de jaren dat ArtZuid tentoonstellingen in de open lucht houdt, worden deze kunstwerken (soms) aangevuld met tijdelijk geplaatste. Bovendien wordt de straat in- en uitgeleid door beeldhouwwerken van Hildo Krop:
- op het oostelijk eind staat diens Standbeeld van H.P. Berlage op het Victorieplein
- op het westelijk eind staat zijn bijdrage aan de Kindertjesbrug (De onbevangenheid der mensen tegenover het leven)

## Openbaar vervoer
Tussen 1929 en 1950 reden de trams van lijn 25 zowel op de Amstellaan (de huidige Vrijheidslaan) als de Noorder Amstellaan (de huidige Churchill-laan) links langs de middenberm. Eigenlijk waren het telkens twee aparte straten met een groenstrook in het midden. Om geen ruimte te hoeven gebruiken voor halteheuvels loste men dit op door de tram aan de linkerkant van de groenstrook te laten rijden, zodat de passagiers op de haltes gewoon konden in- en uitstappen vanaf het trottoir langs de groenstrook. Er was in die tijd toch weinig wegverkeer dat last had van de tegemoetkomende trams.
Bij het Daniël Willinkplein (na 1946: Victorieplein) lagen kruisingen om de trams van de rechter- naar de linkerkant, respectievelijk van de linker- naar de rechterkant van de weg leiden. Deze werden verwijderd toen in 1950 het links verkeer verviel. Toen na de oorlog het wegverkeer toenam werd deze situatie toch minder handig.
Op de Churchill-laan bleef het middenplantsoen ongewijzigd, doch de trams gingen gewoon met het wegverkeer meerijden aan de rechterkant van het plantsoen. Daartoe werden bij de haltes vluchtheuvels aangelegd. In de jaren zeventig werd het tramspoor afgescheiden van het wegverkeer tot een vrije trambaan, oorspronkelijk met een gele persriggel en daarna in het gras. Sinds 1977 is lijn 12 erbij gekomen. Op 15 december 2013 werd lijn 25 opgeheven en rijdt er alleen nog lijn 12.